# Phyllorhiza punctata
A Phyllorhiza punctata a kehelyállatok (Scyphozoa) osztályának gyökérszájú medúzák (Rhizostomeae) rendjébe, ezen belül a Kolpophorae alrendjébe és a Mastigiidae családjába tartozó faj.

## Előfordulása
A Phyllorhiza punctata eredeti előfordulási területe a Csendes-óceán nyugati fele, Japántól egészen Ausztráliáig.
Az Atlanti-óceánban az Amerikai Egyesült Államok délkeleti partjaitól a Karib-térségen és a Mexikói-öblön keresztül, egészen Brazíliáig, valamint a Földközi-tengernek a keleti felén Olaszország és Törökország között a hajók ballasztvizeinek köszönhetően sikeresen megtelepedett. Úgyszintén Új-Zéland, Hawaii és Kalifornia tengervizeiben is inváziós fajjá vált.

## Képek

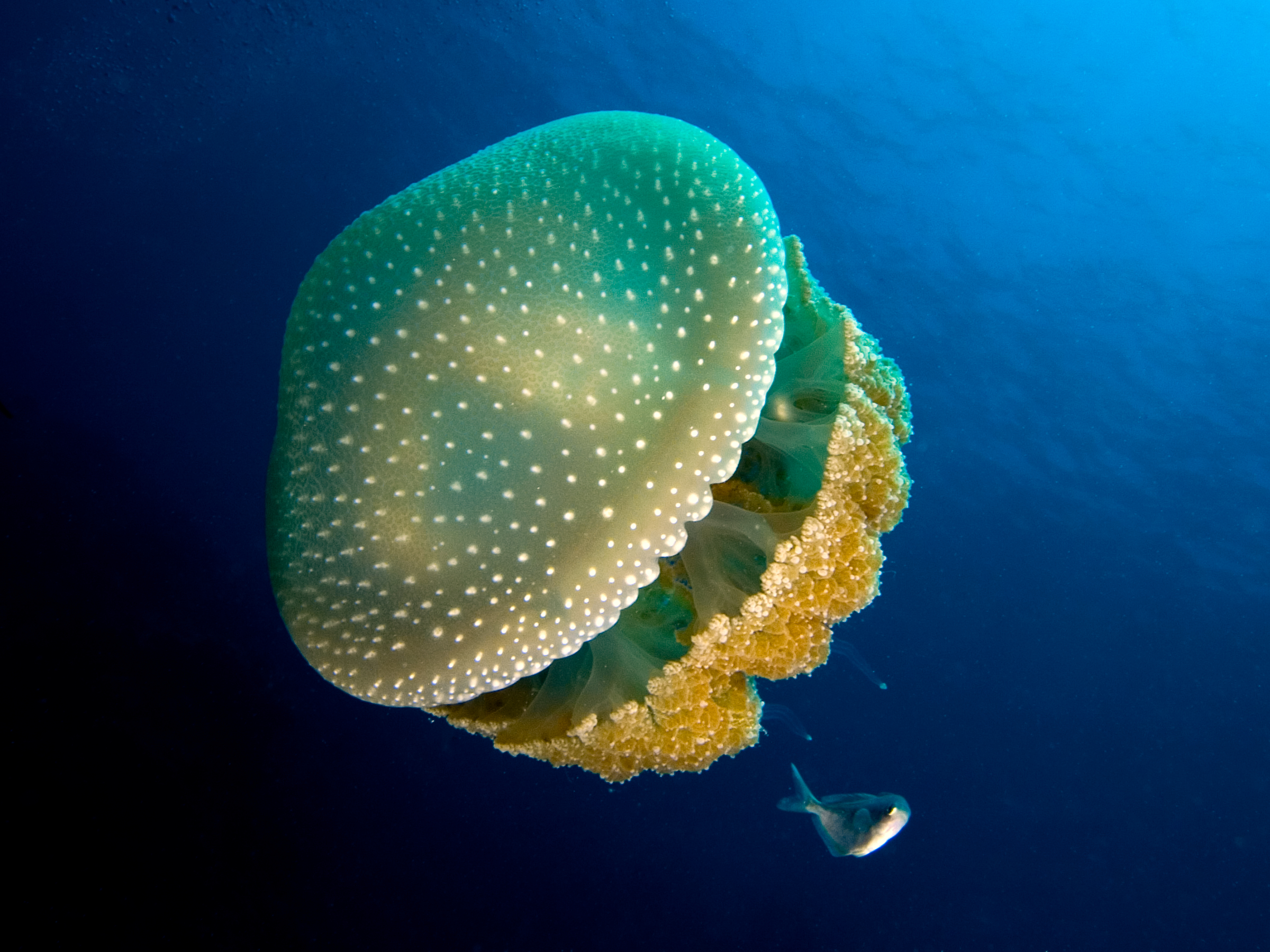
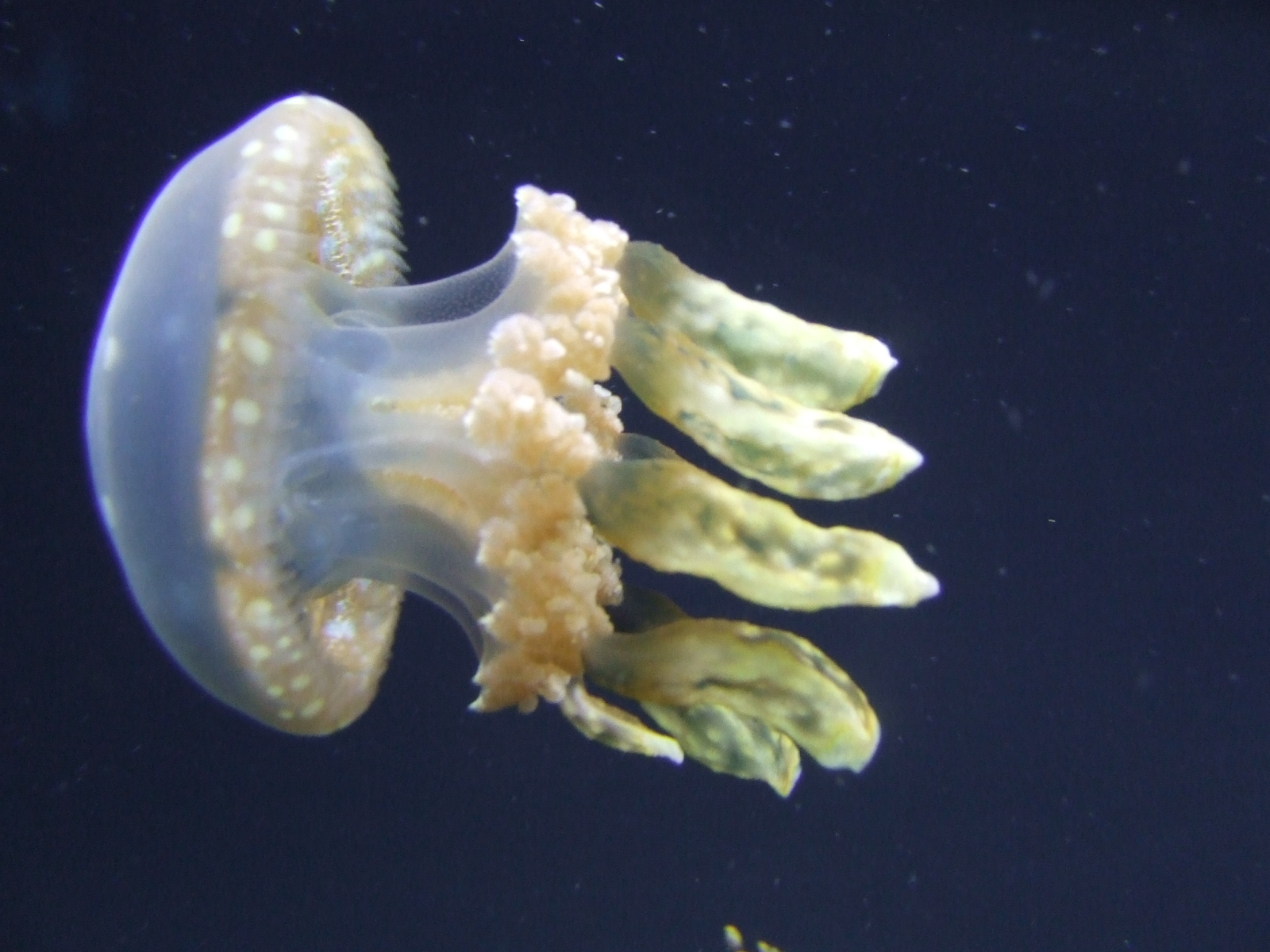
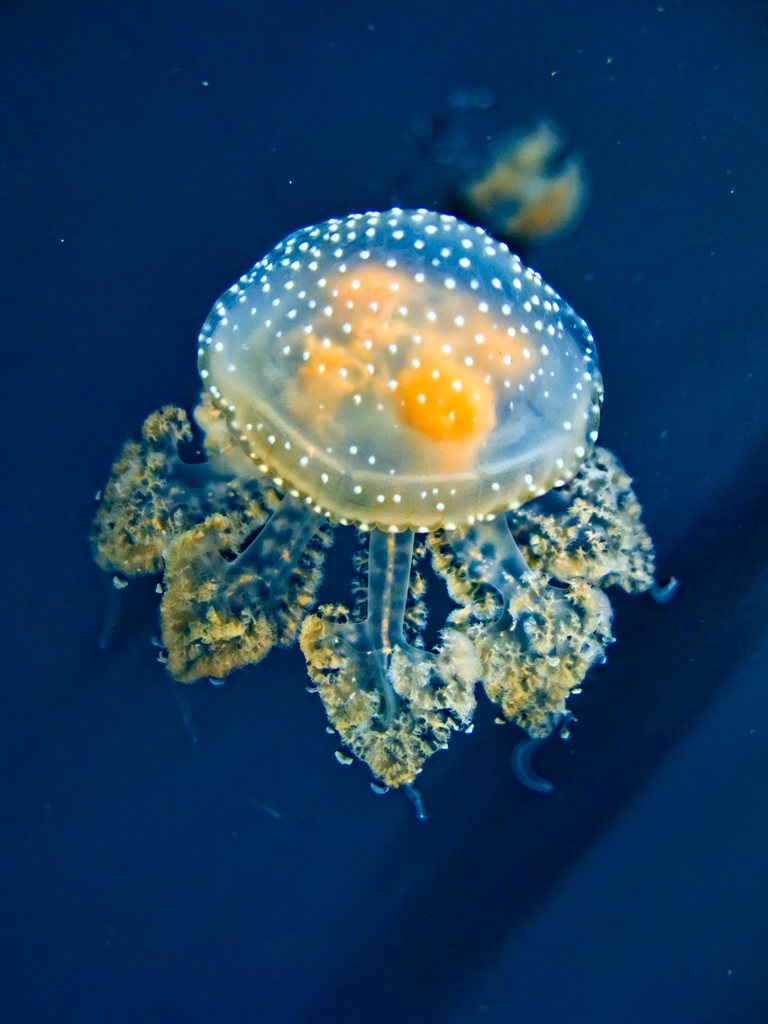
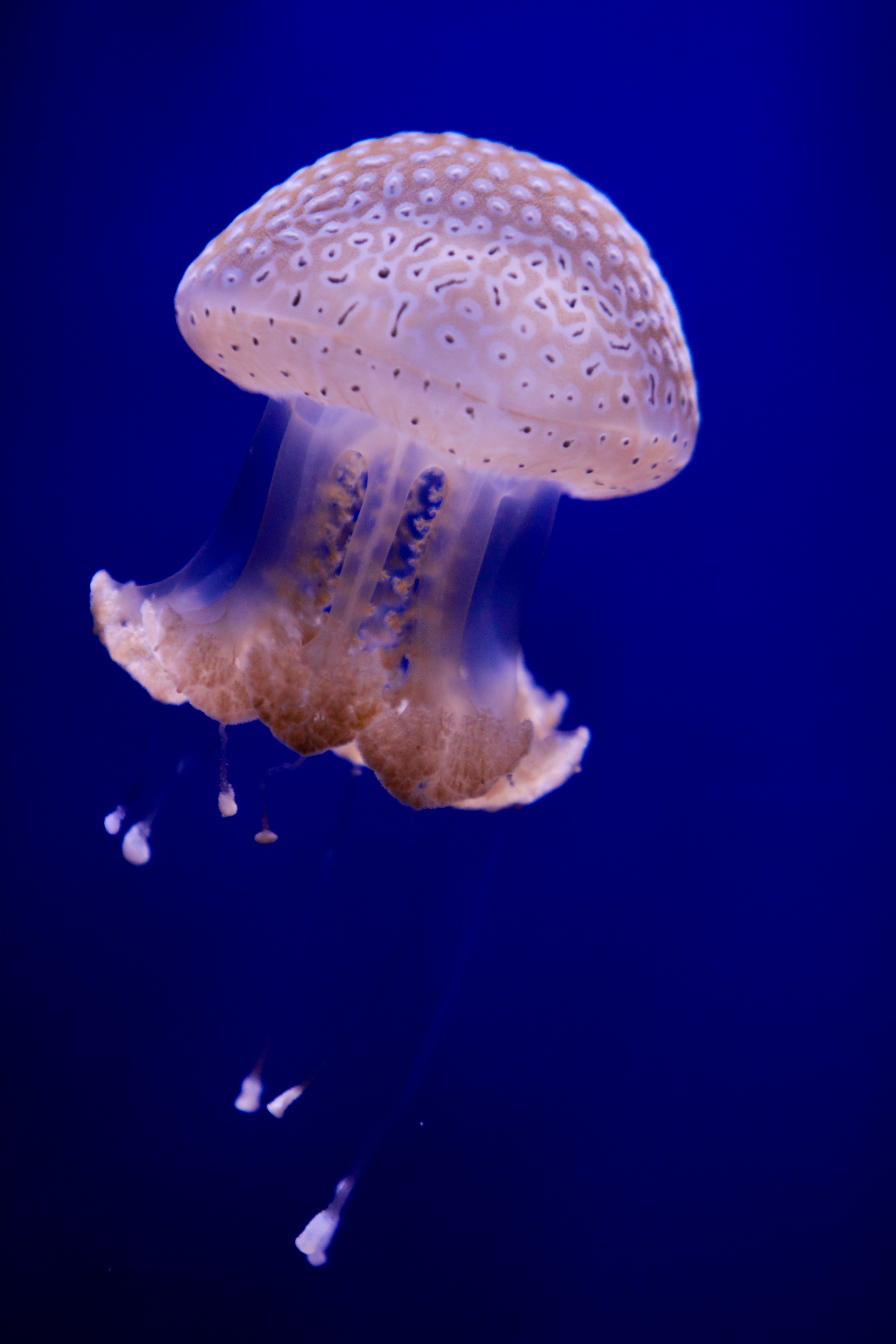
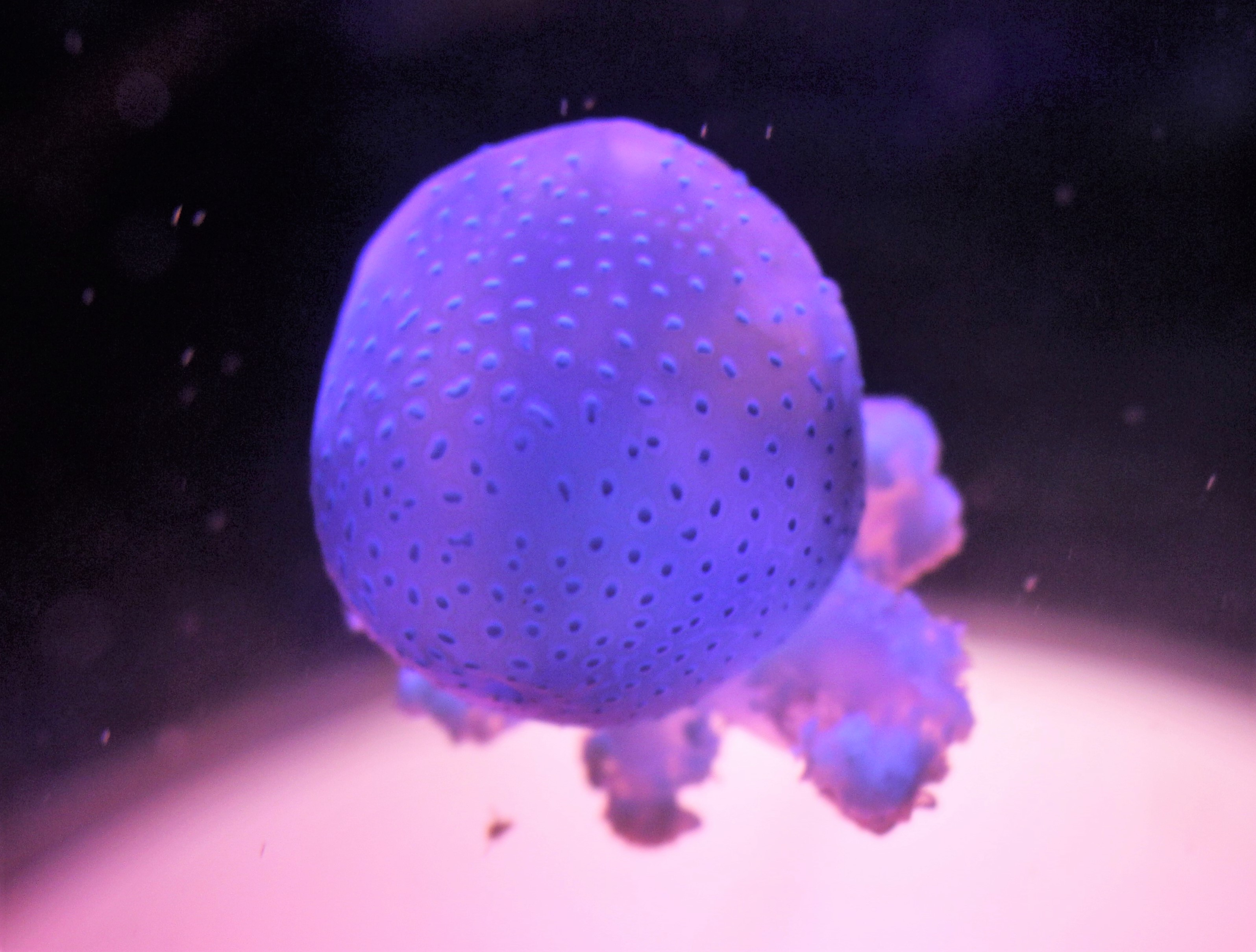

## Megjelenése
A korongja általában 50 centiméter átmérőjű; a majdnem átlátszó kékes-zöldes árnyalatú korongját számos fehér petty borítja. Kétféle nyúlványa is van; az egyik a húsosabb fehéres színű, amelyben egysejtű algák élnek, a másik pedig vékonyabb, kinyújtható és mérgező - mérge enyhe, az emberre nézve nem veszélyes -, ezzel fogja meg az állati planktonokból álló zsákmányait.